# Bergsjöns distrikt
Bergsjöns distrikt är ett distrikt i Göteborgs kommun och Västra Götalands län. 
Distriktet ligger i nordöstra Göteborg.

## Tidigare administrativ tillhörighet
Distriktet inrättades 2016 och utgör ett distrikt av den tidigare Göteborgs stad i Göteborgs kommun.
Området motsvarar den omfattning Bergsjöns församling hade vid årsskiftet 1999/2000 och som den fick 1971 efter utbrytning ur Nylöse församling.